# Crenatidorsus grandifoliatus
Crenatidorsus grandifoliatus är en mångfotingart som beskrevs av Zhang 1993. Crenatidorsus grandifoliatus ingår i släktet Crenatidorsus och familjen Doratodesmidae. Inga underarter finns listade i Catalogue of Life.